# Liste des interprètes de l'hymne national lors du Super Bowl

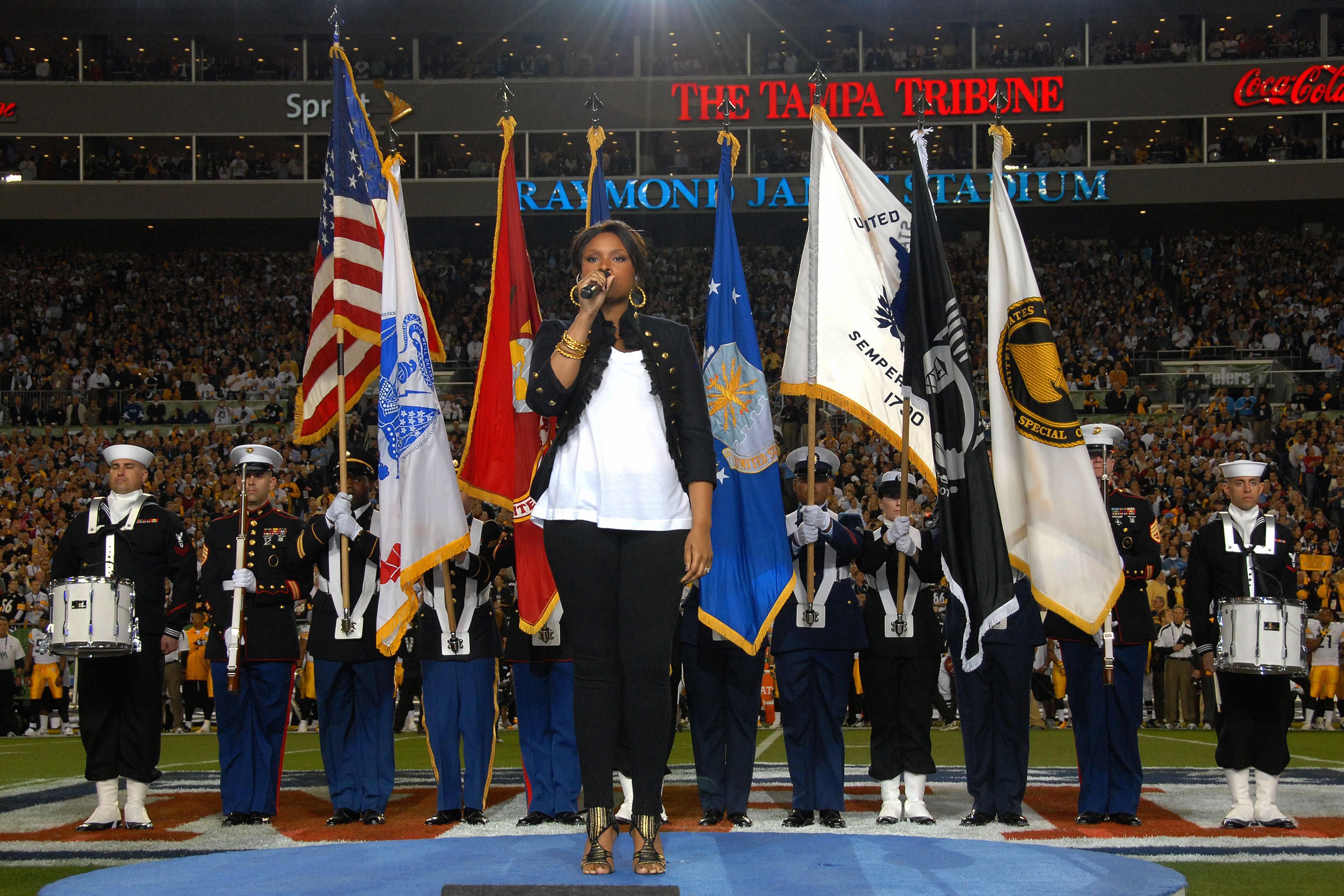
Jennifer Hudson lors du Super Bowl XLIII.

Cet article détaille la liste des interprètes de l'hymne national américain chanté à l'occasion des Super Bowls.
L'hymne national américain, le The Star-Spangled Banner, est interprété avant chaque match depuis la création du Super Bowl en 1967, à l'exception de celui de 1977 (Super Bowl XI), Vikki Carr (en) ayant interprété America the Beautiful. Depuis le Super Bowl XVI en 1982, l'hymne est chanté dans la majorité des cas par des artistes ou groupes très réputés.
Depuis 1992 et le Super Bowl XXVI, une personne traduit simultanément en langue des signes les paroles de l'hymne national.
Depuis le Super Bowl XLIII en 2009, l'hymne America the Beautiful est chanté chaque année avant l'hymne national.
Lors des premiers Super Bowls, l'hymne national était souvent joué par des fanfares (marching bands).

## Interprètes
| N°      | Année | Stade                                            | Interprète(s) |
| ------- | ----- | ------------------------------------------------ | --- |
| I       | 1967  | Los Angeles Memorial Coliseum, Californie        | The Pride of Arizona (en), Michigan Marching Band (en), et le chœur de l'université de Californie à Los Angeles (UCLA) |
| II      | 1968  | Orange Bowl, Miami                               | Le Marching Band des Tigres de l'université d'État de Grambling |
| III     | 1969  | Orange Bowl, Miami                               | Lloyd Geisler de l'Orchestre symphonique national de Washington Un article sur NFL.com() indique que c'est Anita Bryant qui a chanté l'hymne, mais la chaîne NBC ayant retransmis l'événement (extrait disponible au sein de la collection du Paley Center for Media) montre que c'est Geisler qui l’a interprété. |
| IV      | 1970  | Tulane Stadium, La Nouvelle-Orléans              | Al Hirt |
| V       | 1971  | Orange Bowl Stadium, Miami                       | Tommy Loy (à la trompette) |
| VI      | 1972  | Tulane Stadium, La Nouvelle-Orléans              | La chorale de United States Air Force Academy |
| VII     | 1973  | Los Angeles Memorial Coliseum                    | Les Little Angels de la Sainte Église de Chicago (chorale d'enfants) |
| VIII    | 1974  | Rice Stadium, Houston                            | Charley Pride |
| IX      | 1975  | Tulane Stadium, La Nouvelle-Orléans              | Le Marching Band des Tigres de l'université d'État de Grambling (2e) |
| X       | 1976  | Orange Bowl, Miami                               | Tom Sullivan (en) |
| XI      | 1977  | Rose Bowl, Pasadena, Californie                  | Personne (Vikki Carr (en) a chanté l'hymne America the Beautiful) |
| XII     | 1978  | Louisiana Superdome, La Nouvelle-Orléans         | Phyllis Kelly de l'université de Louisiane à Monroe |
| XIII    | 1979  | Orange Bowl, Miami                               | The Colgate Thirteen (en) |
| XIV     | 1980  | Rose Bowl, Pasadena                              | Cheryl Ladd |
| XV      | 1981  | Superdome, La Nouvelle-Orléans                   | Helen O'Connell |
| XVI     | 1982  | Pontiac Silverdome, Pontiac (Michigan)           | Diana Ross |
| XVII    | 1983  | Rose Bowl, Pasadena                              | Leslie Easterbrook |
| XVIII   | 1984  | Tampa Stadium, Tampa, Floride                    | Barry Manilow |
| XIX     | 1985  | Stanford Stadium, Stanford, Californie           | San Francisco Boys Chorus (en), San Francisco Girls Chorus (en), Piedmont Children's Chorus, et San Francisco Children's Chorus |
| XX      | 1986  | Superdome, La Nouvelle-Orléans                   | Wynton Marsalis (à la trompette) |
| XXI     | 1987  | Rose Bowl, Pasadena                              | Neil Diamond |
| XXII    | 1988  | Jack Murphy Stadium, San Diego                   | Herb Alpert (à la trompette) |
| XXIII   | 1989  | Joe Robbie Stadium, Miami                        | Billy Joel |
| XXIV    | 1990  | Superdome, La Nouvelle-Orléans                   | Aaron Neville |
| XXV     | 1991  | Tampa Stadium, Tampa                             | Whitney Houston avec l'Orchestre de Floride (en) dirigé par Jahja Ling (en) |
| XXVI    | 1992  | Metrodome, Minneapolis                           | Harry Connick Jr. LS (Langue des signes) : Lori Hilary |
| XXVII   | 1993  | Rose Bowl, Pasadena                              | Garth Brooks LS : Marlee Matlin |
| XXVIII  | 1994  | Georgia Dome, Atlanta                            | Natalie Cole LS : Courtney Keel Foley |
| XXIX    | 1995  | Joe Robbie Stadium, Miami                        | Kathie Lee Gifford LS : Heather Whitestone |
| XXX     | 1996  | Sun Devil Stadium, Tempe, Arizona                | Vanessa L. Williams LS : Mary Kim Titla (en) |
| XXXI    | 1997  | Superdome, La Nouvelle-Orléans                   | Luther Vandross LS : Erika Rachael Schwarz |
| XXXII   | 1998  | Qualcomm Stadium, San Diego                      | Jewel LS : Phyllis Frelich |
| XXXIII  | 1999  | Pro Player Stadium, Miami                        | Cher LS : Speaking Hands |
| XXXIV   | 2000  | Georgia Dome, Atlanta                            | Faith Hill LS : Le chœur de Briarlake Elementary School Signing |
| XXXV    | 2001  | Raymond James Stadium, Tampa                     | Backstreet Boys LS : Tom Cooney |
| XXXVI   | 2002  | Superdome, La Nouvelle-Orléans                   | Mariah Carey LS : Joe Narcisse |
| XXXVII  | 2003  | Qualcomm Stadium, San Diego                      | Dixie Chicks LS : Janet Maxwell |
| XXXVIII | 2004  | Reliant Stadium, Houston                         | Beyoncé LS : Suzanna Christy |
| XXXIX   | 2005  | Alltel Stadium, Jacksonville, Floride            | Chœurs réunis de l'U.S. Military Academy, de l'U.S. Naval Academy, de l'U.S. Air Force Academy (2e), de l'U.S. Coast Guard Academy et de l'U.S. Army Herald Trumpets (en) LS : Wesley Tallent |
| XL      | 2006  | Ford Field, Détroit                              | Aaron Neville (2e) et Aretha Franklin, Dr. John (accompagnement au piano) LS : Angela LaGuardia |
| XLI     | 2007  | Dolphin Stadium, Miami Gardens, Floride          | Billy Joel LS : Marlee Matlin (2e) |
| XLII    | 2008  | University of Phoenix Stadium, Glendale, Arizona | Jordin Sparks LS : A Dreamer |
| XLIII   | 2009  | Raymond James Stadium, Tampa, Floride            | Jennifer Hudson LS : Kristen Santos |
| XLIV    | 2010  | Sun Life Stadium, Miami Gardens, Floride         | Carrie Underwood LS : Kinesha Battles |
| XLV     | 2011  | Cowboys Stadium, Arlington, Texas                | Christina Aguilera LS : Candice Villesca |
| XLVI    | 2012  | Lucas Oil Stadium, Indianapolis                  | Kelly Clarkson LS : Rachel Mazique |
| XLVII   | 2013  | Mercedes-Benz Superdome, La Nouvelle-Orléans     | Alicia Keys LS : John Maucere |
| XLVIII  | 2014  | MetLife Stadium, East Rutherford, New Jersey     | Renée Fleming LS : Amber Zion |
| XLIX    | 2015  | University of Phoenix Stadium, Glendale, Arizona | Idina Menzel LS : Treshelle Edmond |
| 50      | 2016  | Levi's Stadium, Santa Clara, Californie          | Lady Gaga LS : Marlee Matlin (3) |
| LI      | 2017  | NRG Stadium, Houston, Texas                      | Luke Bryan LS : Kriston Lee Pumphery |
| LII     | 2018  | U.S. Bank Stadium, Minneapolis, Minnesota        | Pink LS : Alexandria Wailes |
| LIII    | 2019  | Mercedes-Benz Stadium, Atlanta, Géorgie          | Gladys Knight LS : Aarron Loggins (en) |
| LIV     | 2020  | Hard Rock Stadium, Miami, Floride                | Demi Lovato LS : Christine Sun Kim (en) |
| LV      | 2021  | Raymond James Stadium, Tampa, Floride            | Eric Church et Jazmine Sullivan LS : Warren Snipe (en) |
| LVI     | 2022  | SoFi Stadium, Inglewood, Californie              | Mickey GuytonLS : Sandra Mae Frank |
| LVII    | 2023  | State Farm Stadium, Glendale, Arizona            | Chris StapletonLS : Troy Kotsur |

## Autres performances patriotiques

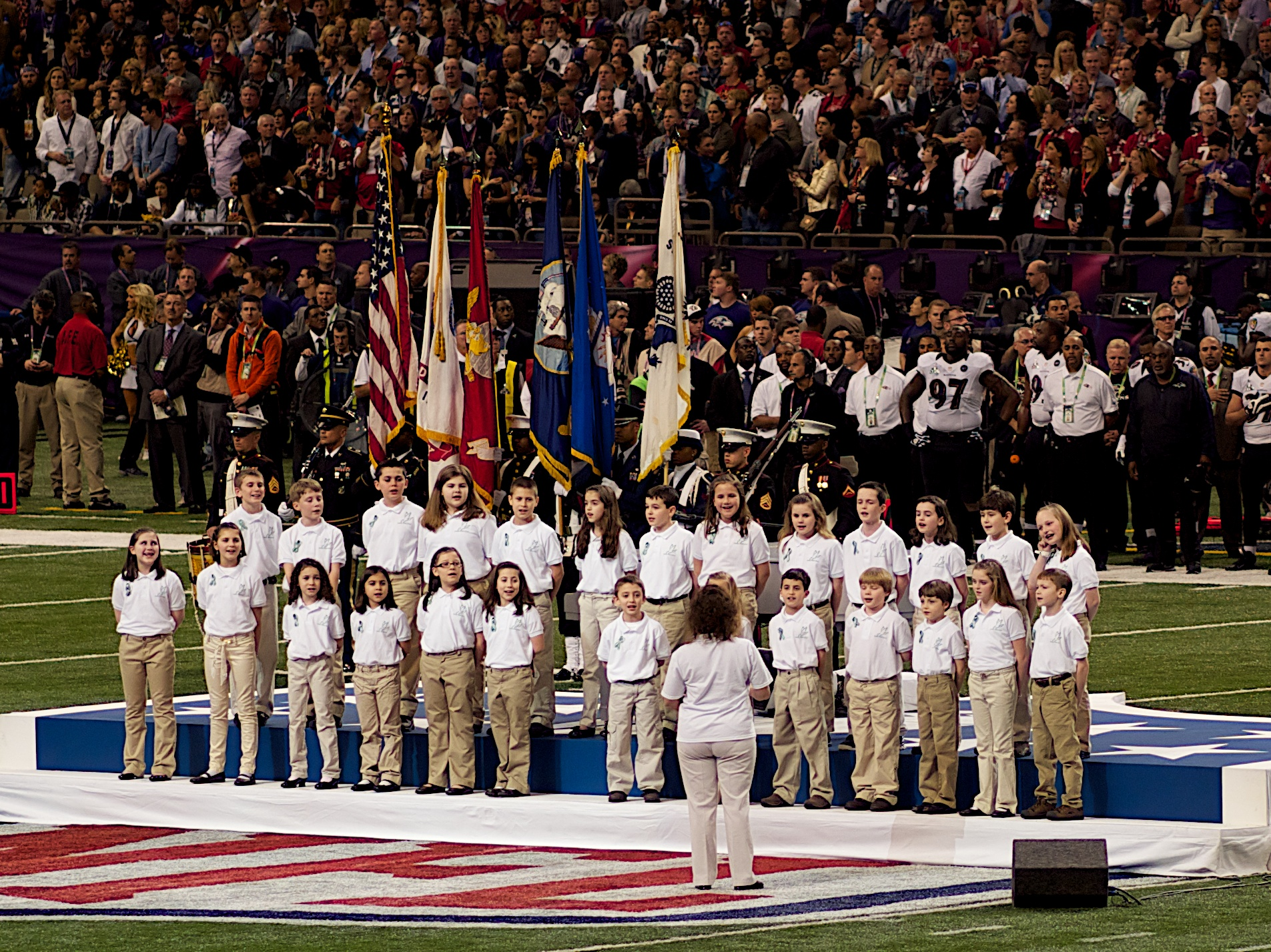
Le chœur de l'école primaire Sandy Hook au Super Bowl XLVII.

Lors des Super Bowls suivants, d'autres événements patriotiques ont été réalisés avant ou après l'hymne national. Depuis 2009, l'hymne America the Beautiful est toujours chanté avant l'hymne national.
- Serment d'allégeance
  - 1969 : l'équipage d'Apollo 8
  - 1970 : des astronautes d'Apollo
  - 1973 : l'équipage d'Apollo 17

- America the Beautiful
  - 1977 : Vikki Carr (en) (à la place de l'hymne national)
  - 2001 : Ray Charles
  - 2002 : Mary J. Blige, Marc Anthony et l'Orchestre Boston Pops
  - 2005 : Alicia Keys avec une vidée dédiée à Ray Charles récemment décédé
  - 2009 : Faith Hill
  - 2010 : Queen Latifah
  - 2011 : Lea Michele
  - 2012 : Blake Shelton et Miranda Lambert
  - 2013 : Jennifer Hudson avec le chœur de l'école primaire Sandy Hook[18],[19].
  - 2014 : Queen Latifah avec le chœur de New Jersey Youth
  - 2015 : John Legend[9]
  - 2016 : Le chœur de l'U.S. Armed Forces[20]
  - 2017 : Phillipa Soo, Renée Elise Goldsberry et Jasmine Cephas Jones (en)[21]
  - 2018 : Leslie Odom Jr.[22].
  - 2019 : Chloe x Halle[23].
  - 2020 : Yolanda Adams[24].
  - 2021 : H.E.R.[16]
  - 2022 : Jhené Aiko
  - 2023 : Babyface

- God Bless America
  - 2003 : Céline Dion

- Lift Every Voice and Sing
  - 2021 : Alicia Keys
  - 2022 : Mary Mary
  - 2023 : Sheryl Lee Ralph